# Ōmukade

Fujiwara no Hidesato kämpft gegen den Ōmukade vom Biwa-See. Triptychon aus dem 17. Jahrhundert.

Der Ōmukade (大百足; „Riesentausendfüßler“) ist ein fiktives Wesen der japanischen Folklore. Er gehört zur Gruppe der Yōkai (妖怪; „Dämonen“) und gilt als bösartig.

## Beschreibung
Wie die Übersetzung des Namens Ōmukade bereits erahnen lässt, wird das Wesen als gigantischer Tausendfüßler mit einer vorgeblichen Länge von mehr als neun Metern beschrieben. Manche Überlieferungen geben sogar bis zu zwanzig Meter an. Der Körper soll pechschwarz sein, die Beine werden als rot-orange beschrieben. Er soll einen drachenähnlichen Kopf mit feuriger Mähne besitzen. Ōmukade sollen so groß und stark werden können, dass sie sich sogar an Drachen vergreifen können. Sie sollen bevorzugt in den Bergregionen der Präfektur Shiga nahe dem Biwa-See hausen. Sie fressen vorgeblich alles, was ihnen vor die Klauen gerät und ihr Speichel soll nicht nur hochgiftig, sondern auch ätzend sein. Kurioserweise sollen Ōmukade hochallergisch auf menschlichen Speichel reagieren.

## Hintergründe
Gestaltungsvorbild für diesen Yōkai war der in Japan lebende Riesenläufer Scolopendra japonica. Diese Art wird nicht nur recht groß (bis zu 21 cm), sie ist auch bekannt für ihre Giftigkeit und ihre Fähigkeit, auf Wasseroberflächen laufen zu können.
Der Glaube an Ōmukade geht auf eine Legende um den historisch nachgewiesenen Aristokraten und Samurai Fujiwara no Hidesato zurück, der während der Heian-Zeit (10. Jahrhundert) lebte und wirkte. Unter der Herrschaft des Tennō Suzaku soll er im Jahr 922 einen Ōmukade am Biwa-See in der Präfektur Shiga besiegt haben. Der Ōmukade vom Berg Mikami (三上山; Mikamiyama) habe die Prinzessin des Drachenkönigs bedroht. Hidesato konnte das Monster vergiften und töten, nachdem er seine Pfeile mit seinem eigenen Speichel getränkt hatte. Die Sagengestalt um Ōmukade ist in Japan so bekannt und beliebt, dass sie immer wieder in Fantasyfilmen und Anime-Serien erscheint, so zum Beispiel in der Manga- und Animereihe Inuyasha.